# Horbategh
Horbategh (in armeno Հորբատեղ?) è un comune di 280 abitanti (2001) della Provincia di Vayots Dzor in Armenia.